# هيرشل غلاك
هيرشل غلاك (بالإنجليزية: Herschel Gluck)‏ هو حاخام بريطاني، ولد في 1959.